# جوني أوباتا
جوني أوباتا (باليابانية: 小幡 純平) (13 ديسمبر 1988 في طوكيو في اليابان – )؛ هو لاعب كرة قدم ياباني سابق كان يلعب كلاعب وسط.

## وصلات خارجية
- جوني أوباتا على موقع رابطة كرة القدم اليابانية للمحترفين (اليابانية)
- جوني أوباتا على موقع Soccerway.com (الإنجليزية)